# The Shadows
The Shadows byla hlavně instrumentální, ale také vokální anglická hudební skupina, která se zformovala v roce 1958 jako doprovodné kytarové kombo s původním názvem The Drifters během prvního koncertního turné zpěváka Cliffa Richarda.
Členové skupiny se neustále měnili. Základní tři Hank Marvin, Bruce Welch a Brian Bennet přijímali stále nové členy. První odešli Jet Harris a Tony Meehan. Tonyho Meehana nahradil Brian Bennet a Jeta Harrise Brian Licorice Locking a toho později John Rostil. V roce 1968 se do kapely přidal klávesák Alan Hawkshaw a v roce 1969 zpěvák a kytarista John Farrar. Po smrti Johna Rostila (1973) baskytaru převzal Alan Tarney spolu s klávesami. V roce 1978 ho vystřídali klávesák Cliff Hall a baskytarista Alan Jones. V roce 1987 se v kapele objevil baskytarista Mark Griffiths a v roce 1994 si ve skupině zahráli i jejich synové Warren Bennet a Ben Marvin. Na posledním turné The Final Tour hráli v sestavě Hank Marvin, Bruce Welch, Brian Bennet, Mark Griffiths, Cliff Hall.
Prosluli svými nesmrtelnými instrumentálkami jako Apache, Wonderfull Land, Kon-Tiki, FBI, Frightened City a dalšími.
Jejich skladby vysílaly jako hudební podklad do relace infotext Slovenské televize v letech 1999-2000 a dodnes zaznívají ve sněhových zprávách po počasí na Markíze. Vysílá je i rádio Regina vždy několik minut před celou. Byly nedílnou součástí všech Strojírenských veletrhů v Brně až do roku 1990. Skladba Kon-Tiki byla dlouhá léta znělkou pořadu Starý desky jsou hezký na Českém rozhlase.

## Diskografie

### Alba
- 1961 The Shadows (UK #1)
- 1962 Out of The Shadows (UK #1)
- 1963 Greatest Hits (UK #2) [kompilace]
- 1964 Dance With The Shadows (UK #2)
- 1965 The Sound of The Shadows (UK #4)
- 1965 More Hits! [kompilace]
- 1966 Shadow Music (UK #5)
- 1967 Jigsaw (UK #8)
- 1967 From Hank Bruce Brian and John
- 1968 Established 1958 [s Cliffem Richardem]
- 1970 Shades of Rock (UK #30)
- 1973 Rockin' With Curly Leads (UK #45)
- 1975 Specs Appeal (UK #30)
- 1975 Live at the Paris Olympia
- 1977 20 Golden Greats (UK #1) [kompilace]
- 1977 Tasty
- 1979 String of Hits (UK #1)
- 1980 Another String of Hot Hits (UK #16) [kompilace]
- 1980 Change of Address (UK #17)
- 1981 Hits Right Up Your Street (UK #15)
- 1982 Life In The Jungle/Live at Abbey Road (UK #24)
- 1983 XXV (UK #34)
- 1984 Guardian Angel (UK #98)
- 1986 Moonlight Shadows (UK #6)
- 1987 Simply Shadows (UK #7)
- 1989 Steppin' To The Shadows (UK #8)
- 1989 At Their Very Best (UK #12)
- 1990 Reflection (UK #5)
- 1993 Shadows In The Night - 16 Classic Tracks (UK #22) [kompilace]
- 1994 The Best of Hank Marvin and The Shadows (UK #19) [kompilace]
- 1997 The Shadows play Andrew Lloyd Webber and Tim Rice (UK #41)
- 1997 The Very Best of The Shadows - The First 40 Years (UK #56) [kompilace]
- 1998 50 Golden Greats (UK #35) [kompilace]
- 2004 Life Story (UK #7) [kompilace]
- 2004 The Final Tour